# Château de Jehay
Le château de Jehay, classé patrimoine exceptionnel de Wallonie, est un site emblématique et l'un des hauts lieux touristiques de la Province de Liège. Il se situe sur le territoire de la commune d'Amay.
Le château de Jehay, dans son état actuel, date, pour sa partie la plus ancienne, du milieu du XVIe siècle. Il a été modifié au fil du temps et des différentes familles qui en furent propriétaires. Aujourd'hui, il appartient à la Province de Liège. Le bâtiment bénéficie d'une vaste campagne de restauration qui s'étend sur plusieurs années et son intérieur n'est pas accessible au public.
Cependant, le domaine reste ouvert et de nombreuses animations y sont organisées.

## Histoire

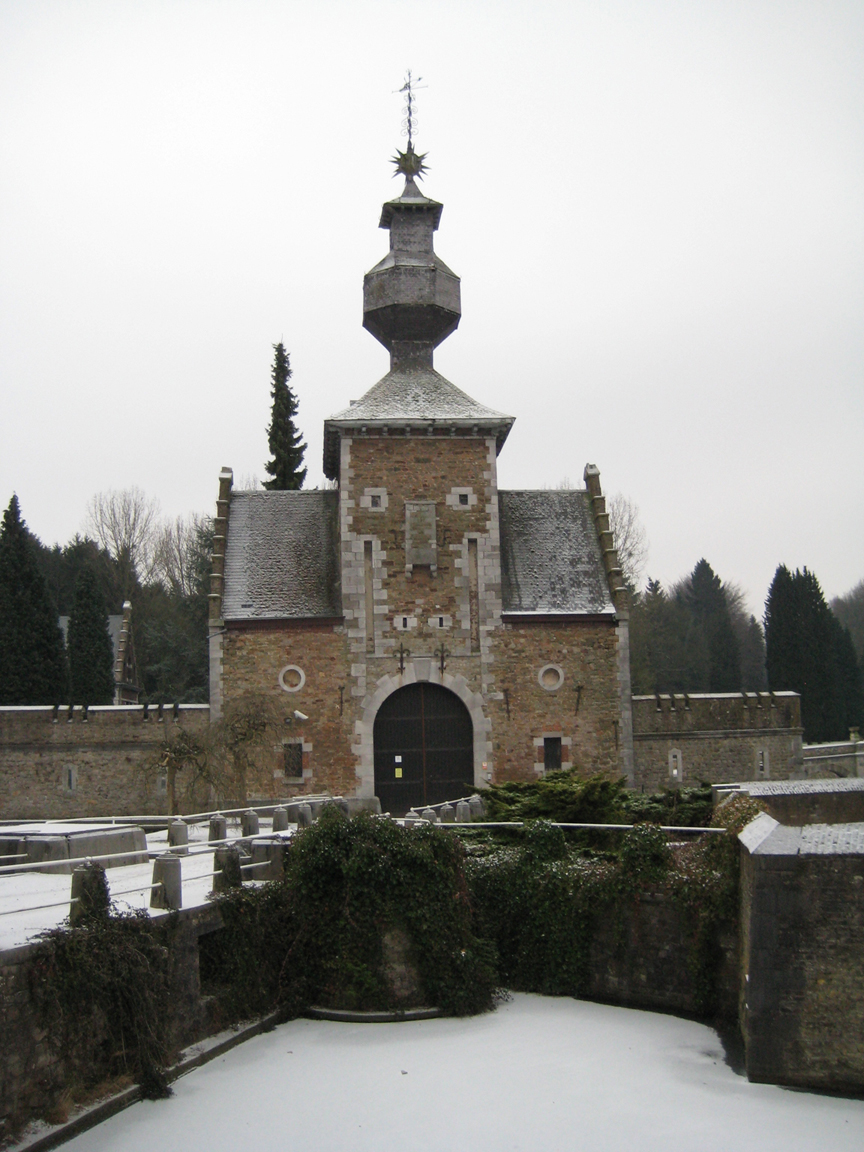
Entrée du château de Jehay (janvier 2009).

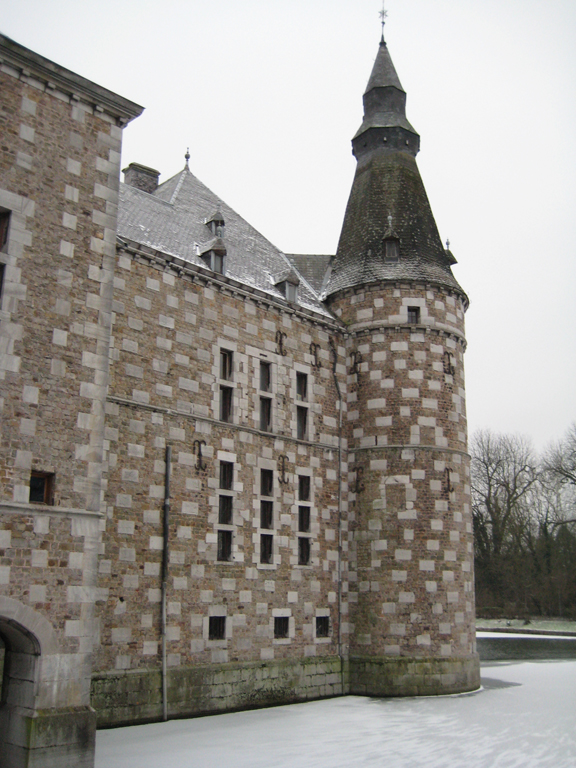
Vue du château de Jehay depuis le cimetière de la chapelle castrale (janvier 2009).

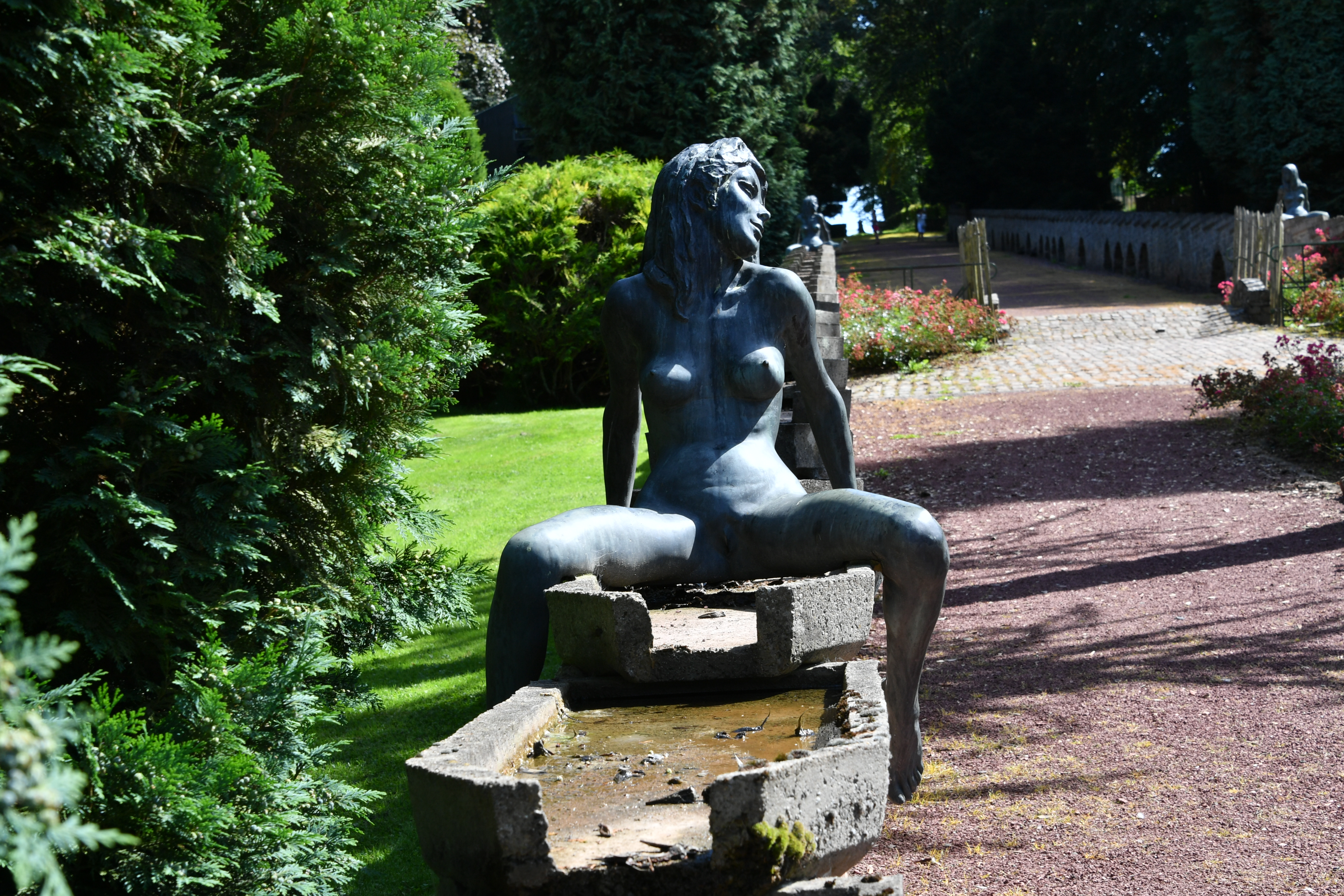
Jardin Château de Jehay 2016

L'origine de la seigneurie de Jehay semble remonter au XIIe siècle, mais c'est à partir du XVe siècle que la destinée de ce territoire est la mieux connue. Bien que certains documents antérieurs au XVIe siècle signalent la présence d'une forteresse implantée dans la seigneurie de Jehay, son emplacement exact n'a pu jusqu'à présent être déterminé avec certitude.
Confisquée à Wathieu Datin en 1433, la terre de Jehay passe entre les mains des familles Goeswin de Beyne, de Thuin et de Sart par successions.
En 1537, Jehan Helman de Sart, époux de Marguerite de la Falloise, hérite du domaine et entreprend assez rapidement la reconstruction d'un nouveau château. Mais c'est surtout le mariage de sa fille, Jeanne, avec Arnould de Merode qui stabilisera la seigneurie dans cette dernière famille durant près de deux siècles.
En 1720, la seigneurie est achetée par Lambert van den Steen, seigneur de Saive en Hesbaye et conseiller du Prince-évêque. La famille van den Steen restera propriétaire du domaine durant 280 ans.
Le dernier propriétaire privé des lieux, le comte Guy van den Steen de Jehay, vend en 1978, en viager, le château, le domaine et une partie de la collection d’œuvres d'art à la Province de Liège.

### XVIesiècle- Famille de Sart
Ide de Thuin épouse en secondes noces Helman de Sart. Celui-ci relève la seigneurie de Jehay en 1498, et une deuxième fois le 19 septembre 1506.  Ide de Thuin meurt le 17 septembre 1512, sans avoir eu d'enfants. Helman de Sart se remarie alors avec Jenne d'Alsterenne de Hamale. De cette union naquirent Guillaume, Jean Helman et Jenne Helman de Sart.
Jean Helman de Sart hérite finalement de la seigneurie de Jehay. Il en fait le relief le 17 mars 1537 et le 13 octobre 1538. C'est à Jean Helman de Sart et son épouse Marguerite del Falloise que nous devons la construction du château, vers 1550.

### XVIeetXVIIesiècles- Famille de Merode
Jeanne de Sart (fille de Jean Helman de Sart et de Marguerite del Falloise) épouse Arnould de Merode. Le domaine de Jehay restera dans cette famille jusqu'en 1720.
La maison princière de Merode est une ancienne famille faisant partie de la haute noblesse belge.

### XVIIIe,XIXeetXXesiècles- Famille van den Steen
En décembre 1720, Joachim Joseph de Merode décide de vendre le domaine, les titres, prérogatives, cens et rentes de Jehay à Lambert van den Steen, seigneur de Saive, échevin de Liège et conseiller du prince-évêque, Joseph Clément de Bavière. Cette acquisition ouvre à nouveau les portes à plus de deux siècles et demi de possession ininterrompue du domaine par une seule et même famille. Très active dans l’entourage des derniers princes-évêques de Liège, elle prendra également une place de choix dans l’aristocratie de la toute jeune Belgique. De la charge d'échevin de Liège tenu par Pierre Lambert et Lambert au XVIIIe siècle, à celle de Gouverneur de la Province de Liège tenue par Charles Amand, premier comte van den Steen de Jehay à titre posthume, en passant par les missions d'envoyé extraordinaire auprès du Saint-Siège ou d'ambassadeur de Belgique, la famille a traversé toutes les époques en conservant une influence considérable.
Au début du XXe siècle, le château est loué à la famille de Liedekerke - dont Pierre de Liedekerke de Pailhe fut bourgmestre de Jehay-Bodegnée de 1903 à 1926 et représentant politique de la région jusqu'en 1936.
Durant la Seconde Guerre mondiale, de 1942 à 1950, la société nationale des chemins de fer belges occupe le domaine et transforme le château en home pour les enfants de cheminots flamands.
Le comte Guy van den Steen de Jehay hérite du domaine et décide de s'y installer, en 1950, avec son épouse née Lady Moyra Butler. Le comte prend la décision de vendre le château, le domaine et une partie de la collection d’œuvres d'art, en 1978, à la Province de liège.
La Province de Liège est pleinement propriétaire des lieux depuis le 1er janvier 2000.

## Description

### Le château
Si l'histoire du château et du domaine de Jehay est, grâce aux sources historiques et archéologiques, relativement claire entre la première moitié du XVIe siècle et le XXe siècle, il n'en est malheureusement pas de même pour les périodes antérieures. Si quelques auteurs légendaires, quelques textes, chartes ou échanges font mention des seigneurs et "de la forteresse" de Jehay, il est très compliqué d'en retracer une évolution correcte et complète par manque de preuves aujourd'hui connues. À ce jour, cette première forteresse n'a pas été identifiée ni localisée. Tout au plus, la toponymie actuelle et ancienne peut nous indiquer qu'il devait exister une « motte » plusieurs fois mentionnée dans les documents anciens.
Le bâtiment originel semble avoir été construit au milieu du XVIe siècle et il est en tout cas clairement décrit comme un « beau neuff chasteau » [sic] dans un document d'archive daté de 1580. Le château est alors composé d'un corps de logis accompagné de deux tours circulaires. C'est déjà à cette époque qu'est mise en œuvre la stylistique générale du bâtiment qui dominera les siècles à venir. Le mode constructif donnant au château de Jehay son esthétique si particulière se développe sur les façades extérieures, vers les douves. Composé d'un damier alternant des pierres brunes (les grès) et des pierres blanches (les calcaires), il possède plusieurs éléments caractéristiques hérités de la période médiévale. Le second style du château se présente, quant à lui, uniquement sur la façade intérieure. Caractéristique de l'ouverture au monde développée à la Renaissance, celle-ci est exclusivement réalisée en pierres calcaires de grandes dimensions, bien équarries et disposées en lignes horizontales. Cette façade, contemporaine du « damier », est dotée de grandes ouvertures et s'ouvre complètement vers l'extérieur en permettant un apport maximum de lumière dans le bâtiment.
Rapidement, de nombreux ajouts sont faits à ce château originel qui voit sa superficie s'agrandir considérablement, atteignant son apogée dans la seconde moitié du XVIIIe siècle.
À la suite de grands travaux réalisés sous la direction d'Alphonse Balat, architecte au service du roi Léopold II, le château prend sa forme actuelle. Le XIXe siècle est ainsi marqué par la destruction de nombreuses annexes ainsi que par la création de la cage d'escalier d'honneur et de la galerie d'entrée.
Malgré l'évolution des goûts et des styles, il conservera cet aspect original qui en fait aujourd'hui un des plus beaux châteaux de Wallonie.

### Les dépendances
Le bâtiment des dépendances tel que nous pouvons l'admirer aujourd'hui doit sa forme aux grands travaux effectués au XIXe siècle. C'est en effet sous l’impulsion d'Amand François Charles van den Steen de Jehay que leur aspect, vers la cour, est totalement modifié.
Stylistiquement, elle fait la part belle à la brique, utilisée comme matériau majoritaire agrémenté de chaînages et encadrement de calcaire.
Autrefois utilisées comme étables, écuries, grange, etc., les dépendances abritent aujourd'hui la boutique/billetterie, les zones d'expositions ainsi que les bureaux du personnel.
Le bâtiment des dépendances a été restauré par la Province de Liège en 2006.

### Le porche
Aujourd'hui détachée des autres bâtiments composant les dépendances, la tour-porche a conservé, en partie, son état du XVIIe siècle.
Elle est marquée par une toiture en bulbe surmontée d'un soleil dardant ses rayons et d'une girouette prévenant de l'arrivée du vent par la mention « Le voilà ». Elle montre encore, sur sa façade extérieure, les vestiges des glissières servant à manipuler le pont-levis.

### Les jardins et le potager
Le domaine s'étend sur 22 hectares, dont 7 environ sont actuellement accessibles aux visiteurs, répartis entre les jardins d'agrément, le jardin potager, les zones boisées et les prairies.
Les plus anciennes illustrations connues de ce parc sont des œuvres du XVIIIe siècle réalisées par Remacle Leloup, un artiste liégeois célèbre pour ses dessins et gravures de monuments et sites de la région liégeoise. De cette époque subsistent quelques charmilles et drèves de châtaigniers. Les jardins furent entièrement redessinés par le dernier résident du château, le comte Guy van den Steen de Jehay, au milieu du XXe siècle.
Le jardin potager, dont l'emplacement actuel remonte au XIXe siècle, s'étend sur une superficie d'un hectare. Son enceinte a pour but de protéger les cultures des nuisibles, des pillards et du vent. Les murs réfléchissent les rayons du soleil et permettent ainsi de conserver une température plus clémente qu'alentour. Le jardin potager a été réhabilité il y a quelques années par la Province de liège. On y trouve un verger de variétés anciennes, des petits fruits, des plantes médicinales, de nombreux légumes et fleurs comestibles. La production est utilisée principalement par la Conserverie Solidaire de la Province de Liège à des fins de formation ou d'animation.